# Herbert-Sund
Der Herbert-Sund (englisch Herbert Sound, in Chile Canal Sidney Herbert, in Argentinien Estrecho Azopardo) ist eine Meerenge an der Spitze der Antarktischen Halbinsel, die vom Kap Lachman und dem Keltie Head im Nordwesten bis zur Passage zwischen der Halbinsel The Naze und dem False Island Point im Südosten reicht. Der Sund trennt die Vega-Insel von der James-Ross-Insel und verbindet den Prinz-Gustav-Kanal über die Bahía Esteverena mit dem Erebus-und-Terror-Golf.
Der britische Seefahrer James Clark Ross entdeckte am 6. Januar 1843 eine große Bucht östlich des Sunds und benannte sie nach dem britischen Politiker Sidney Herbert, 1. Baron Herbert of Lea (1810–1861). Namensgeber der argentinischen Benennung ist der maltesische Privatier Juan Bautista Azopardo (1772–1848), der auf Seiten Argentiniens im Argentinisch-Brasilianischen Krieg kämpfte. Den Sund selbst entdeckten und kartierten Teilnehmer der Schwedischen Antarktisexpedition (1901–1903) unter der Leitung des Polarforschers Otto Nordenskjöld. Dieser bezog Ross’ Bucht in die Benennung Sidney-Herbert-Sund mit ein. Nach der heute gültigen Auslegung beschränkt sich die Bucht auf das Gebiet westlich der Passage zwischen der Halbinsel The Naze und dem False Island Point, während Ross’ Bucht den Westrand des Erebus-und-Terror-Golfs bildet.